# دار الماجل (خولان)

تعديل مصدري - تعديل

دار الماجل هي إحدى قرى عزلة الاعروش بمديرية خولان التابعة لمحافظة صنعاء، بلغ تعداد سكانها 83 نسمة حسب تعداد اليمن لعام 2004.